# Mesnil-Saint-Père
Mesnil-Saint-Père ist eine französische Gemeinde mit 438 Einwohnern (Stand: 1. Januar 2022) im Département Aube in der Region Grand Est; sie gehört zum Arrondissement Troyes und zum Kanton Vendeuvre-sur-Barse. Die Einwohner werden Mesnilois genannt.

## Geographie
Mesnil-Saint-Père liegt etwa 14 Kilometer ostsüdöstlich von Troyes an einem am 23 km² großen Stausee Lac d’Orient. Umgeben wird Mesnil-Saint-Père von den Nachbargemeinden Géraudot im Norden, Piney im Norden und Nordosten, La Villeneuve-au-Chêne im Osten, Briel-sur-Barse im Süden, Montiéramey im Südwesten sowie Lusigny-sur-Barse im Westen und Nordwesten.
Durch die Gemeinde führt die frühere Route nationale 19 (heutige D619).

## Bevölkerungsentwicklung
| Jahr                       | 1962 | 1968 | 1975 | 1982 | 1990 | 1999 | 2006 | 2012 | 2019 |
| Einwohner                  | 416  | 356  | 364  | 327  | 287  | 331  | 386  | 440  | 458  |
| Quellen: Cassini und INSEE |      |      |      |      |      |      |      |      |      |

## Sehenswürdigkeiten
- Kirche Saint-André aus dem 12. Jahrhundert, Umbauten aus dem 16. und 17. Jahrhundert, Monument historique seit 1982

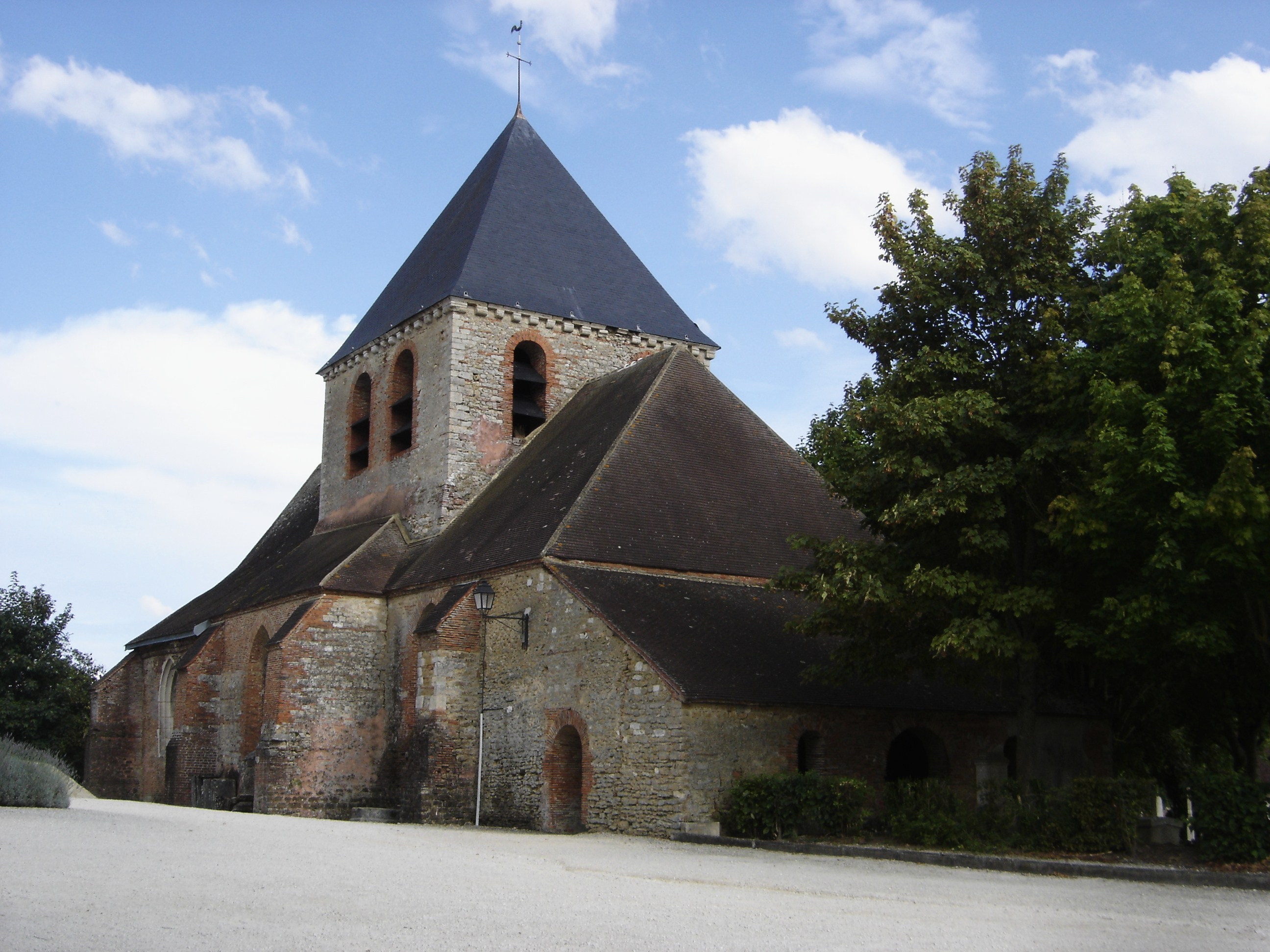
Kirche Saint-André

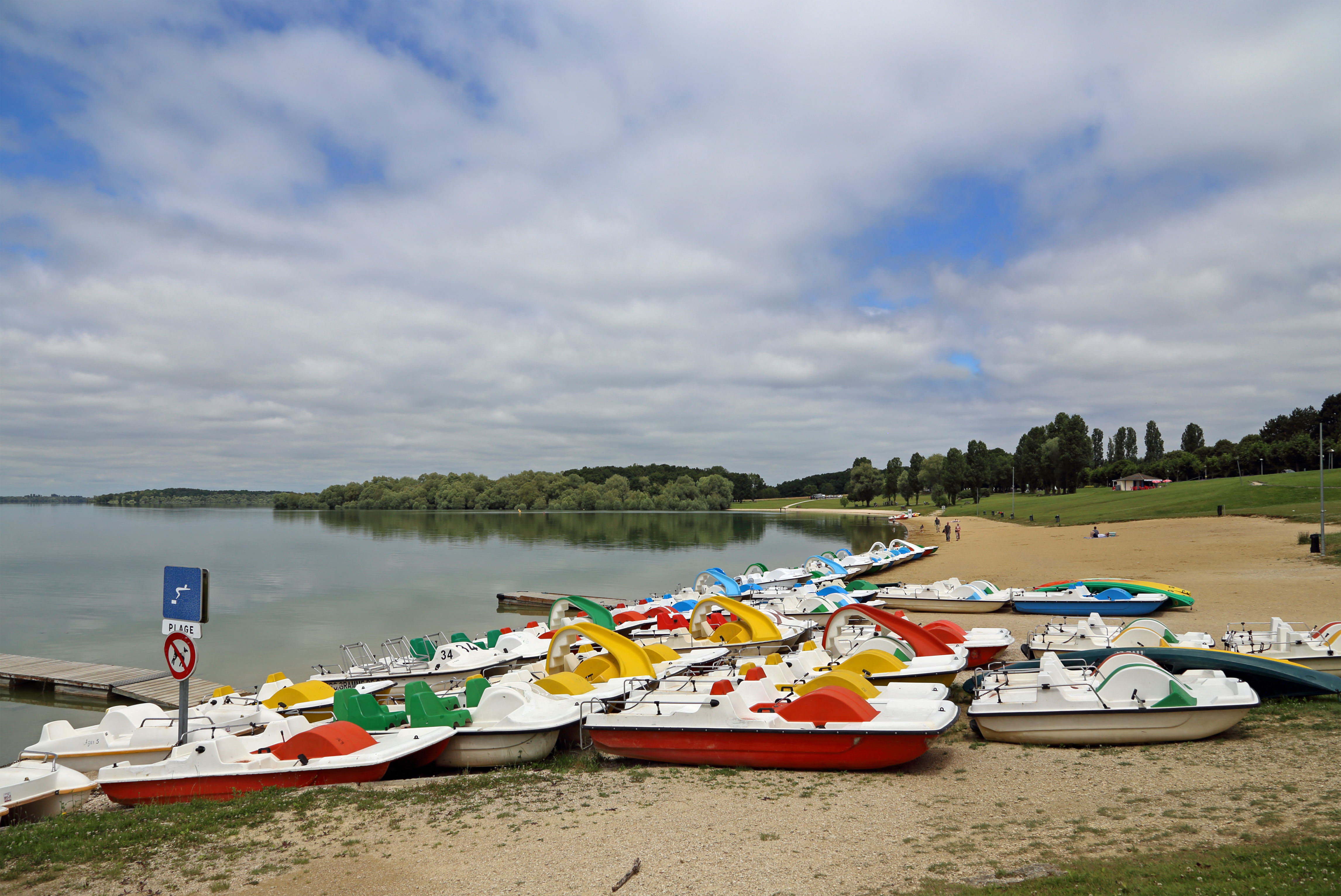
Strand am Lac d’Orient